# 4Licensing Corporation
4Licensing Corporation (anteriorment coneguda com a Leisure Concepts, Inc. i 4Kids Entertainment) fou una empresa de llicències dels Estats Units. Entre el 1992 i el 2012 també fou una productora de cinema i televisió que doblava anime japonès a través de la seva filial 4Kids Productions. El primer anime doblat per 4Kids Production foren les vuit primeres temporades de Pokémon, que als Estats Units es transmetia a Kids' WB!. Després d'una primera fallida el 2011 i una altra el 2016, tancà definitivament el 2017.